# Muscisaxicola griseus
Muscisaxicola griseus là một loài chim trong họ Tyrannidae.